# Hàng không năm 1993

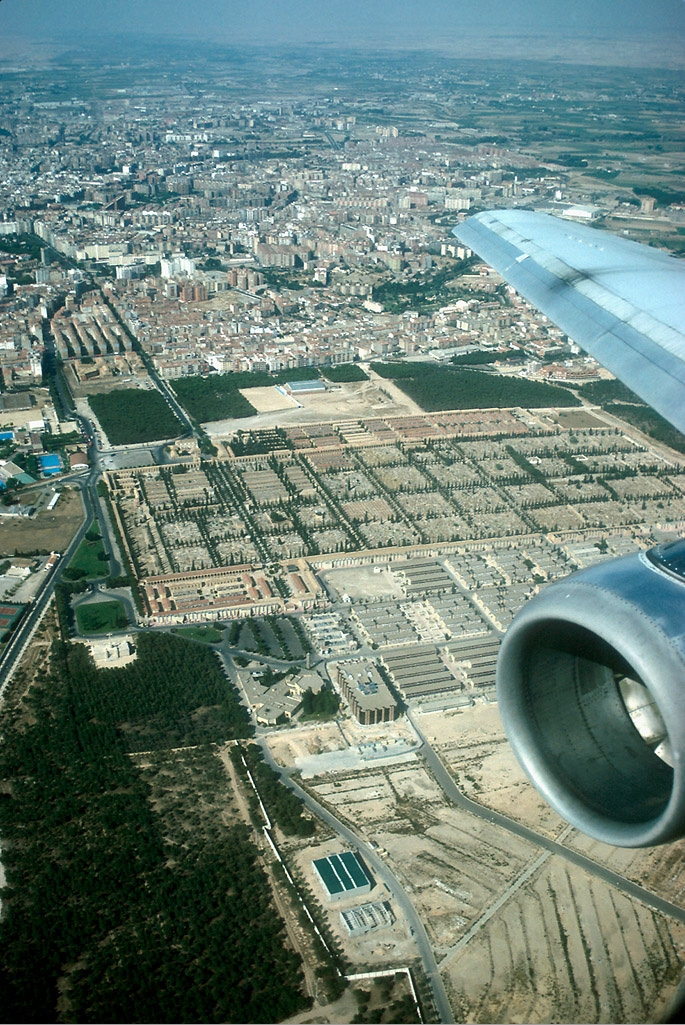
Hàng không năm 1993

Đây là danh sách các sự kiện hàng không nổi bật xảy ra trong năm 1993:

## Chuyến bay đầu tiên
Tháng 3
- 11 tháng 3 - Airbus A321

Tháng 4
- 2 tháng 4 - Fokker F70

Tháng 7
- 10 tháng 7 - Bell Eagle Eye

Tháng 12
- 18 tháng 12 - Sukhoi Su-34
- 21 tháng 12 - Cessna Citation X

## Bắt đầu hoạt động
Tháng 7
- 14 tháng 7 - C-17 Globemaster III